# Капитан Марвел 2
«Капита́н Ма́рвел 2» (англ. The Marvels) — американский супергеройский фильм о трёх героинях комиксов издательства Marvel Comics — Кэрол Дэнверс / Капитан Марвел, Камале Хан / Мисс Марвел и Монике Рамбо. Спродюсированный Marvel Studios и распространяемый Walt Disney Studios Motion Pictures, кинофильм стал продолжением фильма «Капитан Марвел» (2019), а также сериала «Мисс Марвел» (2022), и тридцать третьим по счёту в медиафраншизе «Кинематографическая вселенная Marvel» (КВМ). Режиссёром фильма выступает Ниа Дакоста, написавшая сценарий совместно с Меган Макдоннелл, Элиссой Карасик и Зебом Уэллсом. Бри Ларсон сыграла Кэрол Дэнверс, Тейона Паррис — Монику Рамбо, а Иман Веллани — Камалу Хан; также в фильме снимались Зави Эштон, Гэри Льюис, Пак Соджун, Зенобия Шрофф, Мохан Капур, Саагар Шейх и Сэмюэл Л. Джексон. По сюжету, Дэнверс, Рамбо и Хан объединяются в роли «Марвелов» после того, как они начинают меняться друг с другом местами каждый раз, когда используют свои способности.
О планах Marvel Studios на продолжение фильма о Капитане Марвел стало официально известно в июле 2019 года. В январе 2020 года, когда стало известно о начале работы над фильмом, было также объявлено о присоединении к проекту Макдоннелл и возвращении Ларсон. В августе того же года Дакоста стала режиссёром, а в декабре к актёрскому составу присоединились Веллани и Паррис. В середине апреля 2021 года начались предварительные съёмки, а в начале мая было объявлено название фильма. Основные съёмки ленты начались в начале августа 2021 года, прошли в графстве Бакингемшир, Суррее, Лос-Анджелесе и Италии, и завершились в середине мая 2022 года. Об остальных сценаристах стало известно во время постпроизводства.
Премьера фильма «Капитан Марвел 2» состоялась 7 ноября 2023 года в Лас-Вегасе и 10 ноября в США. Фильм стал частью Пятой фазы киновселенной. Фильм получил смешанные отзывы от критиков, с похвалой за химию между тремя ведущими актрисами, но с критикой за сюжет и тональные сдвиги. Фильм заработал 206 миллионов долларов по всему миру при валовом производственном бюджете в 274,8 миллиона долларов, став самым неприбыльным фильмом в КВМ и кассовым провалом.

## Сюжет
Через год после событий первого фильма Кэрол Дэнверс уничтожает Высший разум, что впоследствии привело к гражданской войне среди кри. Хала становится бесплодной, так как лишилась воздуха и воды, а её солнце умирает.
В наши дни Дар-Бенн, новому лидеру кри, удается найти один из Квантовых наручей, в то время как второй принадлежит Камале Хан. Дар-Бенн использует мощь Группы, чтобы разрушить точку перехода в пространстве, которая позже будет обнаружена организацией С.А.Б.Л.Я.
Ник Фьюри ведёт мирные переговоры Кри и Скруллов и приглашает Кэрол и Монику Рамбо расследовать аномалию точки перехода вблизи. Когда Моника касается точки перехода, она, Кэрол и Камала переключают силы. Переключение приводит к тому, что все трое сражаются с врагами кри друг друга, оставляя дом Ханов разрушенным на их пути. Когда три женщины возвращаются на свои прежние места, Фьюри и Рамбо навещают Камалу на Земле.
Дар-Бенн высасывает атмосферу с планеты Тарнакс, служащей убежищем группе скруллов, и переносит её на Халу. Кэрол вместе с Моникой и Камалой пытается ей помешать, но безуспешно. Она просит Валькирию помочь выжившим скруллам в поисках нового дома. Объединившись, Кэрол, Моника и Камала понимают, что следующей целью Дар-Бенн станет вода на планете Аладна, правитель которой — принц Ян — является формальным супругом Кэрол. Во время битвы на Аладне Дар-Бенн узнаёт, что у Камалы находится второй наруч. Кэрол пытается спасти Аладну от истощения, но Камала, чтобы сохранить свой наруч, активирует гиперпрыжок.
Следующей целью Дар-Бенн становится солнце Земли. Кэрол, Моника и Камала сражаются с ней, но Дар-Бенн заполучает наруч Камалы. Она не выдерживает силы двух браслетов и взрывается, создав червоточину, ведущую в параллельную вселенную. Моника, собрав в себе силы Кэрол и Камалы, закрывает её с другой стороны. Кэрол пытается вытащить её обратно, но не успевает, и Моника застревает в параллельной вселенной. После победы Камала и её семья с разрешения Кэрол переезжают в дом Моники в Луизиану. А сама Кэрол возвращается на Халу и восстанавливает её солнце.
Камала, используя базу данных С.А.Б.Л.И. о супергероях, находит в Нью-Йорке Кейт Бишоп и предлагает ей собрать команду из других молодых героев, таких как дочь Человека-муравья.
В сцене в середине титров Моника оказывается в альтернативной вселенной, где её встречают версия её матери Марии и Зверя из этой вселенной.

## Актёрский состав
- Бри Ларсон — Кэрол Дэнверс / Капитан Марвел:
Мститель и бывший пилот ВВС США, чья ДНК была изменена во время аварии, что дало ей сверхчеловеческую силу, проекцию энергии и возможность летать[4][5]. Ларсон заявила, что в фильме будут глубже исследованы характер Дэнверс и её «сложность» после того, как в первом фильме была рассказана её история происхождения[6]. После событий фильма «Мстители: Финал» (2019) Дэнверс большую часть времени проводит в космосе, и Ларсон сказала, что она «стала своего рода трудоголиком, потеряла связь со своим сердцем, семьёй и друзьями»[5].
- Тейона Паррис — Моника Рамбо:
Астронавт организации  «С.А.Б.Л.Я», работающая с Ником Фьюри и способная управлять энергией света[5][7][8]. Дочь подруги и коллеги Дэнверс, Марии Рамбо. В детстве восхищалась Дэнверс[9]. Паррис сказала, что в «Капитане Марвел 2» более детально будет исследована история Рамбо после событий сериала «Ванда/Вижн» (2021)[10]. Готовясь к роли, она занималась боксом[5].
- Иман Веллани — Камала Хан / Мисс Марвел:
Пакистано-американский подросток-мутант из Джерси-Сити, которая боготворит Дэнверс и носит один из квантовых наручей, браслет, с помощью которого она управляет космической энергией и создаёт конструкции из твёрдого света[9][11][12]. Камала восхищается нахождением в компании Дэнверс и Рамбо, что продюсер Кевин Файги сравнил с образом Питера Паркера в фильме «Первый мститель: Противостояние» (2016)[13]. Веллани занималась паркуром, к чему отсылают движения Камалы в фильме[5].
- Зави Эштон — Дар-Бенн:
Воительница крии, вооружённая молотом Обвинителя и таким же наручем, как у Хан, и стремящаяся восстановить свою родину после гражданской войны[5][14][15]. Режиссёр Ниа Дакоста[англ.] поддержала то, что Эштон отдавала приоритет своей молодости и силе в своих тренировках[5].
- Гэри Льюис — Дро’дж, император скруллов[16]
- Пак Соджун — принц Ян, союзник и формальный супруг Дэнверс[5]
- Зенобия Шрофф[англ.] — Муниба Хан, мать Камалы[8][17]
- Мохан Капур[англ.] — Юсуф Хан, отец Камалы[8][17]
- Саагар Шейх — Амир Хан, старший брат Камалы[8][17]
- Сэмюэл Л. Джексон — Ник Фьюри: Бывший директор организации «Щ.И.Т.», работающий вместе со скруллами на космической станции «С.А.Б.Л.Я.»[18]

Кроме того, Лашана Линч вновь сыграла Марию Рамбо из «Капитана Марвел», а Тесса Томпсон — Валькирию. Дэниел Ингс сыграл Тай-Рона, учёного крии; Абрахам Попула и Лейла Фарзад сыграли сотрудников организации «С.А.Б.Л.Я» Дага и Талию соответственно. Хейли Стайнфелд появилась в роли Кейт Бишоп из сериала «Соколиный глаз», а Келси Грэммер сыграл Хэнка Маккоя / Зверя из серии фильмов «Люди Икс». Также в фильме появилась флеркен Гуся, питомец Кэрол, маскирующаяся под кота и сыгранная котами Немо и Танго.

## Производство

### Разработка
В преддверии выхода фильма «Капитан Марвел» (2019) исполнительница главной роли Бри Ларсон выразила интерес к продолжению с участием персонажа Камалы Хан / Мисс Марвел. Продюсер Кевин Файги ранее заявлял, что у него есть планы представить Камалу в медиафраншизу «Кинематографическая вселенная Marvel» (КВМ), и это произойдёт после выхода «Капитана Марвел», поскольку Камала вдохновлялась именно Кэрол Дэнверс / Капитаном Марвел; позже Иман Веллани получила роль Хан в стриминговом телесериале Disney+ «Мисс Марвел» (2022). В марте 2019 года Файги сказал, что у Marvel Studios было несколько «довольно удивительных» идей для сиквела, действие которого может происходить как в период 1990-х годов, что было в первом фильме, так и в наши дни. Лашана Линч выразила заинтересованность в возвращении к роли Марии Рамбо, даже если действия сиквела будут происходить в настоящем. На San Diego Comic-Con в июле 2019 года Файги подтвердил планы по созданию сиквела «Капитана Марвел».
Официальная разработка фильма началась в январе 2020 года, когда Меган Макдоннелл начала переговоры о написании сценария, ранее работав в качестве сценариста в сериале Disney+ «Ванда/Вижн» (2021). Было подтверждено, что Ларсон вернётся в роли Дэнверс, а вместо режиссёров и соавторов сценария первого фильма Анны Боден и Райана Флека студия надеялась нанять женщину-режиссёра. Предполагалось, что действия фильма будут происходить в наши дни, а его выпуск ожидается в 2022 году. В апреле 2020 года Disney назначала выход фильма на 8 июля 2022 года, эту дату студия ранее зарезервировала для безымянного фильма Marvel. В августе того же года Ниа Дакоста была нанята в качестве режиссёра фильма. Джастин Кролл из Deadline Hollywood назвал это «ещё одним знаком того, что Marvel продолжает разнообразить свои фильмы», так как Дакоста стала первой чернокожей женщиной, нанятой Marvel Studios в качестве режиссёра, добавив, что фильм, скорее всего, побьёт рекорд как самый крупнобюджетный фильм, снятый чернокожей женщиной. Студия также рассматривала кандидатуры Оливии Уайлд и Джейми Бэббит на должность режиссёра фильма, но заявили, что Дакоста «какое-то время имела преимущество» среди других кандидатов. Дакоста, самопровозглашённая фанатка комиксов, разработала фильм совместно с продюсером «Ванда/Вижна» Мэри Ливанос, которая, по её словам, дала ей «творческую свободу», благодаря которой фильм не выглядит как «кукла с ниточками». Ларсон сказала, что Дакоста — «лучшая кандидатура для работы», и что её презентация на питчинге была великолепной, а также упомянула её уверенность в своей работе. Ричард Ньюби из The Hollywood Reporter чувствовал, что найм Дакосты может привнести «динамическую новую энергию» в КВМ и франшизу Капитана Марвел, описывая Дакосту как «режиссёра, которая любит бросать вызов предвзятым представлениям об отношениях между персонажами и историями». Ньюби чувствовал, что фильм может исследовать решение Дэнверс покинуть Землю и её положение самого могущественного существа во вселенной с точки зрения дочери Рамбо Моники, чернокожей женщины из современной Америки.
Файги объявил предварительное название фильма «Капитан Марвел 2» в декабре 2020 года с новой датой выхода — 11 ноября 2022 года. Он официально подтвердил участие Дакосты и объявил, что Веллани снова исполнит роль Хан в фильме, и что Тейона Паррис вернётся к роли Моники Рамбо из «Ванда/Вижна». Паррис выразила восхищение от того, что она снова работает с Дакостой после их совместной работы в фильме «Кэндимен» (2021), а также от съёмок с Ларсон и Веллани и от возможности продолжать исследовать отношения Моники с Дэнверс, на которые намекали в «Ванда/Вижне». Ларсон считала, что «имело смысл» представить Камалу и Рамбо в других проектах КВМ, прежде чем они втроём встретятся в одном фильме, она обсуждала это с Файги «с самого начала».

### Подготовка к съёмкам
Подготовка к работе над фильмом началась в феврале 2021 года, когда Зави Эштон получила роль злодея в фильме. К тому времени были написаны все сценарии «Мисс Марвел», и съёмочная группа «Марвелы» могла их прочитать, чтобы узнать судьбу Хан в сериале, а также позволить Ларсон появиться с камео в финале. Предполагалось, что съёмочный период начнётся в конце мая, а вторая команда должна была начать съёмки в середине апреля 2021 года под рабочим названием «Goat Rodeo», чтобы захватить воздушные кадры, адресный план и планы для зелёного экрана. В мае Marvel Studios объявили новое название сиквела: «The Marvels» (с англ. — «Марвелы»). Итан Андертон из «/Film» заметил в названии отсылку одновременно на Капитана Марвел и на Мисс Марвел, поскольку на логотипе фильма, как и на логотипе сериала «Мисс Марвел», также присутствует стилизованная буква «S». Грейми Макмиллан из «The Hollywood Reporter» учёл эту трактовку, но также заинтересовался в том, есть ли у фильма связь с серией комиксов «Чудеса» (1994), которая показывает ключевые события вселенной от лица обычного фотографа, или с одноимённым проектом, анонсированным в 2020 году. Также он решил, что название «Марвелы» является отсылкой на такую семью супергероев, как Семья Марвел (ныне известную как Семья Шазам) из комиксов DC Comics. Позднее в том же месяце в Великобритании начались работы по пре-продакшну. В середине июня Пак Соджун получил неназванную роль и был готов приступить к съёмкам после завершения работы над фильмом «Выжившие. Бетонная утопия». По слухам, он должен был сыграть принца Яна с планеты Аладны. В следующем месяце Ларсон и Паррис приступили к подготовке к съёмкам. Дакоста сказала, что «Капитану Марвел 2» придётся иметь дело с «особыми, личными, [и] порой грустными темами», такими как переживание людьми боли и травм, но сюжет будет более лёгким, чем у предыдущих работ Дакосты, «Лесок» и «Кэндимен». Она считала, что в отличие от первых двух картин, при работе над «Капитаном Марвел 2» она имела полную творческую свободу. Файги сказал, что в центре сюжета находится динамика взаимоотношений Дэнверс, Хан и Рамбо, сравнивая их команду с объединением Мстителей в одноимённом фильме (2012). Он раскрыл присутствие в «Капитане Марвел 2» «забавных космических деталей», некоторые из которых были заимствованы из сюжетной арки Роя Томаса «Война скруллов и крии», а сюжет напрямую связан с концовкой «Капитана Марвел». По его словам, фильм будет отличаться по духу от сериала «Секретное вторжение», другого связанного с «Капитаном Марвел» проекта, который также является приквелом к сиквелу.

### Съёмки
Ожидалось, что съёмочный период начнётся 31 мая 2021 года, и он начался 10 августа на студии Pinewood Studios в Бакингемшире и Longcross Studios в Лонгкроссе, Суррей, Англия. Шон Боббитт выступает в качестве оператора. В период начала съёмок Сэмюэл Л. Джексон объявил, что он повторит свою роль Ника Фьюри из предыдущих фильмов КВМ, работая над фильмом в Лондоне в процессе подготовки к производству «Секретного вторжения». Начиная с 27 августа, съёмки «Капитана Марвел 2» также проходили в городе Тропеа, Италия, в том числе на побережье Тирренского моря. 3 сентября Пак отправился в Лос-Анджелес для съёмок. Вскоре после этого стало известно, что Саагар Шейх, Зенобия Шрофф и Мохан Капур повторят свои роли старшего брата Хан Амира, её матери Мунибы и отца Юсуфа соответственно из «Мисс Марвел». В октябре 2021 года премьера фильма была перенесена на 17 февраля 2023 года. Пак снялся в своих сценах в течение двух месяцев и закончил съёмки в Англии ко 2 ноября. Художник-постановщик Кара Брауэр сказала, что у фильма был большой размах, противопоставив его другой своей совместной работе с Дакостой, «Кэндимену». В апреле 2022 года фильм был перенесён на 28 июля 2023 года, поменявшись датами с фильмом «Человек-муравей и Оса: Квантомания», что дало «Капитану Марвел 2» больше времени на завершение производства, так как по планам им нужно было какое-то время продолжать съёмки. В середине следующего месяца съёмки были завершены.

### Завершение производства
В середине июня 2022 года Джексон сказал, что в августе он вернётся в Лондон на пересъёмки после того, как сделал то же самое для «Секретного вторжения», и к концу июля Marvel были готовы начать пересъёмки. В начале августа съёмки прошли в Бэттери-парке в Нью-Йорке с целью запечатлеть пейзажи для создания визуальных эффектов. Как стало известно в январе 2023 года, Дакоста также работала над сценарием совместно с Элиссой Карасик и Зебом Уэллсом, сценаристами сериалов Marvel Studios «Локи» (с 2021) и «Женщина-Халк: Адвокат» (2022) соответственно. В феврале 2023 года премьера картины была перенесена на 10 ноября 2023 года, так как Marvel Studios и Disney решили пересмотреть затраты на контент и доход с него, а также дать больше времени на пост-продакшн. В апреле журналистка «The Ringer» Джоанна Робинсон сообщила, что проект находится на стадии «большой реконструкции» и пересъёмок. Катрин Хедстрём стала монтажёром фильма. Это вторая её совместная работа с Дакостой после фильма «Кэндимен». После выхода тизер-трейлера стало известно, что Эштон сыграла Дар-Бенн, а Дэниел Ингс — Тай-Рона. Сообщалось, что Линч вернулась к роли Марии Рамбо, а Коби Смолдерс и Рэндалл Парк вновь сыграли Марию Хилл и Джимми Ву, однако в июне Смолдерс информацию о своём участии опровергла. Тогда же стало известно о присоединении к актёрскому составу Гэри Льюиса.

## Музыка
В январе 2022 года объявили, что композитором фильма назначена Лора Карпман, ранее работавшая с Marvel над сериалами «Что, если…?» (2021) и «Мисс Марвел».

## Маркетинг
В 2022 году Ларсон, Веллани и Паррис посетили фестиваль D23 Expo, чтобы принять участие в продвижении фильма и показать эксклюзивные кадры. Первый тизер-трейлер был показан 11 апреля 2023 года в эфире передачи Good Morning America. Журналистка «Collider» Эдидион Мбохо посчитала, что трейлер доставляет «тот шарм и экшен, по которым известна КВМ». Чарльз Пульям-Мур из «The Verge» сказал, что трейлер «оставляет маленький вопрос» о том, что Дэнверс, Рамбо и Хан «в конце концов станут командой и [в фильме] будут показаны одни из самых изобретательных боевых сцен „с обменом местами“ в истории КВМ». Появление Джексона в трейлере было воспринято как спойлер к «Секретному вторжению», так как это опровергает предположения о том, что персонаж умрёт во время событий сериала, возникшие до его выхода.
Официальный трейлер фильма был выпущен 21 июля 2023 года.

## Выпуск

### Премьера и кинопрокат
Премьера фильма состоялась 7 ноября 2023 года в Лас-Вегасе. Актёрский состав не участвовал в мероприятии из-за забастовки SAG-AFTRA: членам профсоюза запрещалось продвигать проекты компаний, входящих в Альянс продюсеров кино и телевидения.
Кинотеатральный прокат в Северной Америке стартовал 10 ноября 2023 года. Ранее начало проката планировалось на 8 июля 2022 года, 11 ноября 2022 года, 17 февраля 2023 года и 28 июля 2023 года, однако график выхода проектов КВМ неоднократно изменялся.
Фильм демонстрировался в том числе в залах премиум-форматов IMAX, Dolby Cinema, ScreenX и 4DX. Прокат в IMAX мог не состояться, поскольку, по словам генерального директора IMAX Corporation Ричарда Гельфонда, компания имела обязательства предоставить свои залы на пять-шесть недель фильму «Дюна: Часть вторая», выпуск которого ожидался 3 ноября 2023 года, но впоследствии был отложен из-за забастовки профсоюза актёров.
Лента «Капитан Марвел 2» стала частью Пятой фазы КВМ.

### Цифровой прокат
Цифровой релиз на платформах TVOD состоится 16 января 2024 года, при этом стоимость копии составит $19,99. Релизы DVD и Blu-ray станут доступны 13 февраля 2024 года и будут содержать дополнительные материалы: удалённые сцены, смешные дубли, ролики о съёмках, а также аудио-комментарии режиссёра Нии Дакосты и супервайзера по спецэффектам Тары Демарко. Выход фильма на Disney+ ожидается через некоторое время после выпуска на носителях.

## Критика
На Rotten Tomatoes фильм имеет рейтинг одобрения 62 % со средней оценкой 5,9 из 10, основанный на 350 рецензиях. На Metacritic средневзвешенная оценка составляет 50 из 100 на основе 57 рецензий.
Ловия Гьяркье в рецензии для The Hollywood Reporter оценила режиссуру Дакосты как «кинетическую» и посчитала, что режиссура и «интимный стиль повествования» позволяют зрителям увидеть главных героев с «новых и занимательных точек зрения».